# Camlez
Camlez (tiếng Breton: Kamlez) là một xã của tỉnh Côtes-d’Armor, thuộc vùng Bretagne, tây bắc Pháp.

## Dân số
Người dân ở Camlez được gọi là Camléziens.